# Cam (Bibbia)

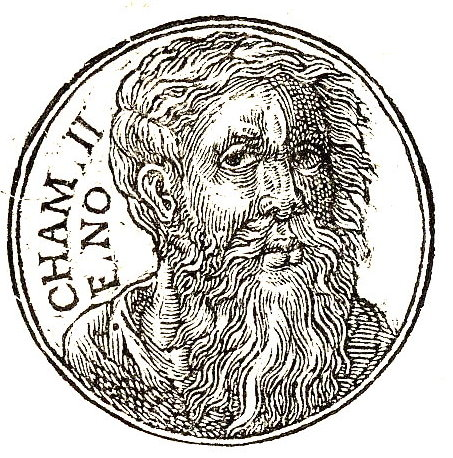
Moneta raffigurante Kam

Cam (in ebraico חָם, in arabo حام, traslitterato talvolta anche con Ham, Cham o Kam) è un personaggio biblico, uno dei tre figli di Noè insieme a Sem e Jafet.

## Il nome
Il nome di Cam deriva dall'egiziano Khem, cioè "terra nera", con cui gli egizi indicavano il loro paese, reso fertile dal limo scuro delle inondazioni del Nilo, in contrapposizione alle "terre rosse" dei deserti circostanti. Infatti Cam fu padre di Mizraim, cioè dell'Egitto (Mis-Ra, Ramis: Ra salvato dalle acque), oltre che dei popoli etiopi (in ebraico, il termine Cus identifica grosso modo i territori corrispondenti agli odierni Sudan ed Etiopia settentrionale) e di alcuni gruppi del Medio Oriente (Canaan).

## Storia
Secondo le Scritture, Noè generò i tre figli, Sem, Cam e Jafet, all'età di 500 anni (Genesi 5:32), cioè cento anni prima del diluvio universale.
Figlio minore di Noè (Genesi 9:24), Cam si sposò prima del Diluvio e sopravvisse ad esso, assieme ai suoi fratelli. I suoi quattro figli nacquero successivamente: Cush, Mizraim, Phut e Canaan (Genesi 10:2), da cui discesero, rispettivamente, gli etiopi, gli egizi, alcune tribù africane, e i cananei (Cronache 1).

### Maledizione di Cam e Canaan
Quando Noè si fu risvegliato dall'ebbrezza, seppe quanto gli aveva fatto il figlio minore; allora disse: "Sia maledetto Canaan! Schiavo degli schiavi sarà per i suoi fratelli!". E aggiunse: "Benedetto il Signore, Dio di Sem, Canaan sia suo schiavo! Dio dilati Iafet ed egli dimori nelle tende di Sem, Canaan sia suo schiavo!".

(Libro della Genesi, 9:24-27)
Qualche tempo dopo egli fu implicato nell'episodio che portò alla maledizione di suo figlio Canaan. Noè si era ubriacato di vino e si era scoperto nella sua tenda addormentandosi nudo. Cam vide la nudità del padre e, invece di mostrare giusto rispetto al capofamiglia, al servitore e profeta per mezzo del quale Dio aveva preservato la razza umana, riferì ai due fratelli ciò che aveva visto. Sem e Jafet mostrarono il giusto rispetto camminando all'indietro per coprire il padre con un mantello, in modo da non disonorarlo guardandone la nudità. Al suo risveglio Noè pronunciò una maledizione su Cam, su Canaan e sulla loro discendenza.
Nella successiva benedizione di Sem, che includeva una benedizione anche per Jafet, Cam fu trascurato e ignorato; solo Canaan fu menzionato come maledetto, e fu profetizzato che sarebbe diventato schiavo di Sem e di Jafet (Genesi 9:20-27). La maledizione fu in parte adempiuta quando gli israeliti, che erano semiti, soggiogarono i cananei.
Nella Bibbia Edizioni Paoline del 1958, curata dall'esegeta Giuseppe Ricciotti, i Camiti erano identificati con le popolazioni africane, i Semiti con le popolazioni asiatiche e i discendenti di Jafet con gli europei; ancora la Bibbia Bibbia Edizioni Paoline del 1970, a cura del Sac. Dott. Felice Pasquero, identifica i Camiti con le popolazioni africane e commenta in Gen9,25-27: "È vero che finora la stirpe di Canaan ha sempre tenuto fra i popoli l'ultimo posto, tuttavia ora si sta destando rapidamente.".  Tale opinione era condivisa dal missionario cattolico Daniele Comboni, che nelle proprie relazioni epistolari con gli altri membri della propria congregazione, sembrava credere fermamente all'identificazione tra popolazioni nere e discendenti della stirpe di Cam.
Tale interpretazione è stata in seguito abbandonata: attualmente tutte le principali Bibbie cattoliche (Bibbia CEI, Bibbia Edizioni Paoline e la Bibbia di Gerusalemme) e anche l'interconfessionale Bibbia TOB identificano i camiti con le popolazioni cananee, storiche nemiche degli Israeliti. Anche il Dizionario Biblico a cura di Francesco Spadafora ed il Nuovo Grande Commentario Biblico affermano che è errato identificare i Camiti con le popolazioni nere dell'Africa.
Per quanto tali interpretazioni di Gen9,18-29, dopo due millenni, siano state recentemente sconfessate, ancora nel 1873 papa Pio IX esortava tutti i credenti a pregare affinché fosse scongiurata la maledizione di Noè pendente sull’Africa. 

Su queste basi scritturali, Padri e Dottori della Chiesa, oltre a papi e concili, giustificarono lo schiavismo e il razzismo nei confronti delle popolazioni africane e il loro conseguente sfruttamento, anche da parte della Chiesa Cattolica che ne trasse un notevole ritorno economico.

Anche Sant'Agostino (354-430), uno dei più importanti Padri e Dottori della Chiesa, richiamerà tale maledizione: "Ma a far sì che una persona divenisse schiava di un'altra persona è stato il peccato o l'avversità: il peccato, come è detto: Sia maledetto Canaan! Schiavo sarà dei suoi fratelli (Gn 9,25)" e "Si deve capire che a buon diritto la condizione servile è stata imposta all'uomo peccatore. [...] Perciò in nessun testo della Bibbia leggiamo il termine "schiavo" prima che il giusto Noè tacciasse con questo titolo il peccato del figlio [...]  Dunque prima causa della schiavitù è il peccato per cui l'uomo viene sottomesso all'uomo con un legame di soggezione, ma questo non avviene senza il giudizio di Dio, nel quale non v'è ingiustizia".

## Albero genealogico
Camìti è il nome dato ai discendenti di Cam, figlio di Noah. La genealogia è descritta in Genesi 10.
|  |  |       |       |       |       |       |       |  |  |                |                |                |                |                |                |       |       |         |         |         |         |         |         |        |        |         |         |         |         |         |         |         |         |            |            |            |            |            |            | Ham       |           |           |           |        |        |           |           |           |           |           |           |         |         |          |          |          |          |          |          |       |       |           |           |           |           |           |           |          |          |          |          |  |  |          |          |          |          |          |          |  |  |         |         |         |         |         |         |  |  |  |  |  |  |  |  |  |  |  |  |  |  |  |  |  |  |  |  |  |  |  |  |  |  |  |  |  |  |  |  |  |  |  |  |  |  |  |  |  |  |  |  |
|  |  |       |       |       |       |       |       |  |  |                |                |                |                |                |                |       |       |         |         |         |         |         |         |        |        |         |         |         |         |         |         |         |         |            |            |            |            |            |            |           |           |           |           |        |        |           |           |           |           |           |           |         |         |          |          |          |          |          |          |       |       |           |           |           |           |           |           |          |          |          |          |  |  |          |          |          |          |          |          |  |  |         |         |         |         |         |         |  |  |  |  |  |  |  |  |  |  |  |  |  |  |  |  |  |  |  |  |  |  |  |  |  |  |  |  |  |  |  |  |  |  |  |  |  |  |  |  |  |  |  |  |
|  |  |       |       |       |       |       |       |  |  |                |                |                |                |                |                |       |       |         |         |         |         |         |         |        |        |         |         |         |         |         |         |         |         |            |            |            |            |            |            |           |           |           |           |        |        |           |           |           |           |           |           |         |         |          |          |          |          |          |          |       |       |           |           |           |           |           |           |          |          |          |          |  |  |          |          |          |          |          |          |  |  |         |         |         |         |         |         |  |  |  |  |  |  |  |  |  |  |  |  |  |  |  |  |  |  |  |  |  |  |  |  |  |  |  |  |  |  |  |  |  |  |  |  |  |  |  |  |  |  |  |  |
|  |  |       |       |       |       |       |       |  |  |                |                |                |                |                |                |       |       |         |         |         |         | Cush    | Cush    | Cush   | Cush   | Cush    | Cush    |         |         |         |         |         |         |            |            |            |            |            |            |           |           |           |           |        |        |           |           |           |           | Mizraim   | Mizraim   | Mizraim | Mizraim | Mizraim  | Mizraim  |          |          | Phut     | Phut     | Phut  | Phut  | Phut      | Phut      |           |           | Canaan    | Canaan    | Canaan   | Canaan   | Canaan   | Canaan   |  |  |          |          |          |          |          |          |  |  |         |         |         |         |         |         |  |  |  |  |  |  |  |  |  |  |  |  |  |  |  |  |  |  |  |  |  |  |  |  |  |  |  |  |  |  |  |  |  |  |  |  |  |  |  |  |  |  |  |  |
|  |  |       |       |       |       |       |       |  |  |                |                |                |                |                |                |       |       |         |         |         |         | Cush    | Cush    | Cush   | Cush   | Cush    | Cush    |         |         |         |         |         |         |            |            |            |            |            |            |           |           |           |           |        |        |           |           |           |           | Mizraim   | Mizraim   | Mizraim | Mizraim | Mizraim  | Mizraim  |          |          | Phut     | Phut     | Phut  | Phut  | Phut      | Phut      |           |           | Canaan    | Canaan    | Canaan   | Canaan   | Canaan   | Canaan   |  |  |          |          |          |          |          |          |  |  |         |         |         |         |         |         |  |  |  |  |  |  |  |  |  |  |  |  |  |  |  |  |  |  |  |  |  |  |  |  |  |  |  |  |  |  |  |  |  |  |  |  |  |  |  |  |  |  |  |  |
|  |  |       |       |       |       |       |       |  |  |                |                |                |                |                |                |       |       |         |         |         |         |         |         |        |        |         |         |         |         |         |         |         |         |            |            |            |            |            |            |           |           |           |           |        |        |           |           |           |           |           |           |         |         |          |          |          |          |          |          |       |       |           |           |           |           |           |           |          |          |          |          |  |  |          |          |          |          |          |          |  |  |         |         |         |         |         |         |  |  |  |  |  |  |  |  |  |  |  |  |  |  |  |  |  |  |  |  |  |  |  |  |  |  |  |  |  |  |  |  |  |  |  |  |  |  |  |  |  |  |  |  |
|  |  | Seba  | Seba  | Seba  | Seba  | Seba  | Seba  |  |  | Havilah        | Havilah        | Havilah        | Havilah        | Havilah        | Havilah        |       |       | Sabtah  | Sabtah  | Sabtah  | Sabtah  | Sabtah  | Sabtah  |        |        | Raamah  | Raamah  | Raamah  | Raamah  | Raamah  | Raamah  |         |         | Sabtechah  | Sabtechah  | Sabtechah  | Sabtechah  | Sabtechah  | Sabtechah  |           |           | Nimrod    | Nimrod    | Nimrod | Nimrod | Nimrod    | Nimrod    |           |           |           |           |         |         |          |          |          |          |          |          |       |       |           |           |           |           |           |           |          |          |          |          |  |  |          |          |          |          |          |          |  |  |         |         |         |         |         |         |  |  |  |  |  |  |  |  |  |  |  |  |  |  |  |  |  |  |  |  |  |  |  |  |  |  |  |  |  |  |  |  |  |  |  |  |  |  |  |  |  |  |  |  |
|  |  | Seba  | Seba  | Seba  | Seba  | Seba  | Seba  |  |  | Havilah        | Havilah        | Havilah        | Havilah        | Havilah        | Havilah        |       |       | Sabtah  | Sabtah  | Sabtah  | Sabtah  | Sabtah  | Sabtah  |        |        | Raamah  | Raamah  | Raamah  | Raamah  | Raamah  | Raamah  |         |         | Sabtechah  | Sabtechah  | Sabtechah  | Sabtechah  | Sabtechah  | Sabtechah  |           |           | Nimrod    | Nimrod    | Nimrod | Nimrod | Nimrod    | Nimrod    |           |           |           |           |         |         |          |          |          |          |          |          |       |       |           |           |           |           |           |           |          |          |          |          |  |  |          |          |          |          |          |          |  |  |         |         |         |         |         |         |  |  |  |  |  |  |  |  |  |  |  |  |  |  |  |  |  |  |  |  |  |  |  |  |  |  |  |  |  |  |  |  |  |  |  |  |  |  |  |  |  |  |  |  |
|  |  |       |       |       |       |       |       |  |  |                |                |                |                |                |                |       |       |         |         |         |         |         |         |        |        |         |         |         |         |         |         |         |         |            |            |            |            |            |            |           |           |           |           |        |        |           |           |           |           |           |           |         |         |          |          |          |          |          |          |       |       |           |           |           |           |           |           |          |          |          |          |  |  |          |          |          |          |          |          |  |  |         |         |         |         |         |         |  |  |  |  |  |  |  |  |  |  |  |  |  |  |  |  |  |  |  |  |  |  |  |  |  |  |  |  |  |  |  |  |  |  |  |  |  |  |  |  |  |  |  |  |
|  |  |       |       |       |       |       |       |  |  |                |                |                |                |                |                |       |       |         |         |         |         | Sheba   | Sheba   | Sheba  | Sheba  | Sheba   | Sheba   |         |         | Dedan   | Dedan   | Dedan   | Dedan   | Dedan      | Dedan      |            |            |            |            |           |           |           |           |        |        |           |           |           |           |           |           |         |         |          |          |          |          |          |          |       |       |           |           |           |           |           |           |          |          |          |          |  |  |          |          |          |          |          |          |  |  |         |         |         |         |         |         |  |  |  |  |  |  |  |  |  |  |  |  |  |  |  |  |  |  |  |  |  |  |  |  |  |  |  |  |  |  |  |  |  |  |  |  |  |  |  |  |  |  |  |  |
|  |  |       |       |       |       |       |       |  |  |                |                |                |                |                |                |       |       |         |         |         |         | Sheba   | Sheba   | Sheba  | Sheba  | Sheba   | Sheba   |         |         | Dedan   | Dedan   | Dedan   | Dedan   | Dedan      | Dedan      |            |            |            |            |           |           |           |           |        |        |           |           |           |           |           |           |         |         |          |          |          |          |          |          |       |       |           |           |           |           |           |           |          |          |          |          |  |  |          |          |          |          |          |          |  |  |         |         |         |         |         |         |  |  |  |  |  |  |  |  |  |  |  |  |  |  |  |  |  |  |  |  |  |  |  |  |  |  |  |  |  |  |  |  |  |  |  |  |  |  |  |  |  |  |  |  |
|  |  |       |       |       |       |       |       |  |  |                |                |                |                |                |                |       |       |         |         |         |         |         |         |        |        |         |         |         |         |         |         |         |         |            |            |            |            |            |            |           |           |           |           |        |        |           |           |           |           |           |           |         |         |          |          |          |          |          |          |       |       |           |           |           |           |           |           |          |          |          |          |  |  |          |          |          |          |          |          |  |  |         |         |         |         |         |         |  |  |  |  |  |  |  |  |  |  |  |  |  |  |  |  |  |  |  |  |  |  |  |  |  |  |  |  |  |  |  |  |  |  |  |  |  |  |  |  |  |  |  |  |
|  |  |       |       |       |       |       |       |  |  |                |                |                |                | Ludim          | Ludim          | Ludim | Ludim | Ludim   | Ludim   |         |         | Anamim  | Anamim  | Anamim | Anamim | Anamim  | Anamim  |         |         | Lehabim | Lehabim | Lehabim | Lehabim | Lehabim    | Lehabim    |            |            | Naphtuhim  | Naphtuhim  | Naphtuhim | Naphtuhim | Naphtuhim | Naphtuhim |        |        | Pathrusim | Pathrusim | Pathrusim | Pathrusim | Pathrusim | Pathrusim |         |         | Casluhim | Casluhim | Casluhim | Casluhim | Casluhim | Casluhim |       |       | Caphtorim | Caphtorim | Caphtorim | Caphtorim | Caphtorim | Caphtorim |          |          |          |          |  |  |          |          |          |          |          |          |  |  |         |         |         |         |         |         |  |  |  |  |  |  |  |  |  |  |  |  |  |  |  |  |  |  |  |  |  |  |  |  |  |  |  |  |  |  |  |  |  |  |  |  |  |  |  |  |  |  |  |  |
|  |  |       |       |       |       |       |       |  |  |                |                |                |                | Ludim          | Ludim          | Ludim | Ludim | Ludim   | Ludim   |         |         | Anamim  | Anamim  | Anamim | Anamim | Anamim  | Anamim  |         |         | Lehabim | Lehabim | Lehabim | Lehabim | Lehabim    | Lehabim    |            |            | Naphtuhim  | Naphtuhim  | Naphtuhim | Naphtuhim | Naphtuhim | Naphtuhim |        |        | Pathrusim | Pathrusim | Pathrusim | Pathrusim | Pathrusim | Pathrusim |         |         | Casluhim | Casluhim | Casluhim | Casluhim | Casluhim | Casluhim |       |       | Caphtorim | Caphtorim | Caphtorim | Caphtorim | Caphtorim | Caphtorim |          |          |          |          |  |  |          |          |          |          |          |          |  |  |         |         |         |         |         |         |  |  |  |  |  |  |  |  |  |  |  |  |  |  |  |  |  |  |  |  |  |  |  |  |  |  |  |  |  |  |  |  |  |  |  |  |  |  |  |  |  |  |  |  |
|  |  |       |       |       |       |       |       |  |  |                |                |                |                |                |                |       |       |         |         |         |         |         |         |        |        |         |         |         |         |         |         |         |         |            |            |            |            |            |            |           |           |           |           |        |        |           |           |           |           |           |           |         |         |          |          |          |          |          |          |       |       |           |           |           |           |           |           |          |          |          |          |  |  |          |          |          |          |          |          |  |  |         |         |         |         |         |         |  |  |  |  |  |  |  |  |  |  |  |  |  |  |  |  |  |  |  |  |  |  |  |  |  |  |  |  |  |  |  |  |  |  |  |  |  |  |  |  |  |  |  |  |
|  |  | Sidon | Sidon | Sidon | Sidon | Sidon | Sidon |  |  | Chet, (Ittiti) | Chet, (Ittiti) | Chet, (Ittiti) | Chet, (Ittiti) | Chet, (Ittiti) | Chet, (Ittiti) |       |       | Gebusei | Gebusei | Gebusei | Gebusei | Gebusei | Gebusei |        |        | Amorrei | Amorrei | Amorrei | Amorrei | Amorrei | Amorrei |         |         | Girgashiti | Girgashiti | Girgashiti | Girgashiti | Girgashiti | Girgashiti |           |           | Evei      | Evei      | Evei   | Evei   | Evei      | Evei      |           |           | Architi   | Architi   | Architi | Architi | Architi  | Architi  |          |          | Sinei    | Sinei    | Sinei | Sinei | Sinei     | Sinei     |           |           | Arvaditi  | Arvaditi  | Arvaditi | Arvaditi | Arvaditi | Arvaditi |  |  | Semariti | Semariti | Semariti | Semariti | Semariti | Semariti |  |  | Amatiti | Amatiti | Amatiti | Amatiti | Amatiti | Amatiti |  |  |  |  |  |  |  |  |  |  |  |  |  |  |  |  |  |  |  |  |  |  |  |  |  |  |  |  |  |  |  |  |  |  |  |  |  |  |  |  |  |  |  |  |

### Riferimenti
1. ↑   Etiopia - BIBLIOTECA ONLINE Watchtower, su WOL.JW.org. URL consultato il 14 gennaio 2019.
2. ↑   genesi 9:24, su La Parola - La Sacra Bibbia in italiano in Internet.
3. ↑   genesi 9:20-27, su La Parola - La Sacra Bibbia in italiano in Internet.
4. ↑  Ricciotti, Paoline 1958
5. ↑   Gen9,25-27, su laparola.net.
6. ↑  Bibbia Bibbia Edizioni Paoline, Edizione completamente riveduta a cura Sac. Dott. Felice Pasquero anno 1968, stampa anno 1970, pp. 37-38; si veda anche la mappa a p. 39.
7. ↑   La Samaritana e il “cammino dello spirito” proposto da san Daniele Comboni, su combonianum.org. URL consultato il 18 giugno 2018 (archiviato dall'url originale il 18 giugno 2018).
8. ↑   La Civiltà cattolica, Civiltà Cattolica, 1996. URL consultato il 2 giugno 2021.
9. ↑   La Sacra Bibbia: CEI-UELCI, Effatà Editrice, 1º ottobre 2012, ISBN 978-88-6929-063-3. URL consultato il 9 maggio 2021.
10. ↑   La Bibbia di Gerusalemme, EDB, 2009, ISBN 978-88-10-82031-5. URL consultato il 9 maggio 2021.
11. ↑   La Bibbia Tob. Nuova traduzione Cei, Elledici, 2009, ISBN 978-88-01-04396-9. URL consultato il 9 maggio 2021.
12. ↑  La Bibbia. Via verità e vita. Nuova versione ufficiale della CEI, Edizioni Paoline, 2012
13. ↑   F. Spadafora, Dizionario biblico, Effedieffe, 2020, ISBN 978-88-85742-23-9. URL consultato il 9 maggio 2021.
14. ↑   Raymond Edward Brown, Joseph A. Fitzmyer e Giuseppe Segalla, Nuovo grande commentario biblico, Queriniana, 2002, ISBN 978-88-399-0054-8. URL consultato il 9 maggio 2021.
15. ↑   Gen9,18-29, su laparola.net..
16. ↑  Sant'Agostino, Questioni sull'Eptateuco, Libro I, paragrafo 153.
17. ↑  Sant'Agostino, La città di Dio, Libro XIX, 15.